# Ocean Software
Ocean Software Ltd a fost o companie britanică de dezvoltare de software. A devenit unul dintre cei mai mari dezvoltatori și edituri europeni de jocuri video din anii 1980 și anii 1990.
Compania a fost fondată în 	1984 de David Ward și Jon Woods și a avut sediul în Manchester, North West England. Ocean a dezvoltat zeci de jocuri pentru o varietate de sisteme, cum ar fi ZX Spectrum, Oric 1⁠(d), Commodore 64, Dragon 32⁠(d), MSX⁠(d), Amstrad CPC⁠(d), Commodore 16, Atari ST⁠(d), Amiga, IBM PC, BBC Micro⁠(d) și console de jocuri video cum ar fi Nintendo Entertainment System, Super Nintendo Entertainment System, Master System și Sega Mega Drive.

## Istorie

### Primele titluri
Jon Woods și David Ward au creat Spectrum Games ca o afacere de comandă prin corespondență în 1983, după ce au fost inspirați de succesul caselor de software Imagine Software⁠(d), Bug-Byte⁠(d) și Software Projects din Liverpool.:13–14 Catalogul lor inițial s-a bazat pe clone de jocuri arcade precum Frogger⁠(d) și Missile Command:13 pentru diverse computere de acasă, inclusiv ZX81⁠(d), ZX Spectrum și VIC-20.
În timp ce încercau să-și vândă titlurile în magazine, a devenit clar că numele companiei era confuz pentru proprietarii de mașini, altele decât ZX Spectrum.:16 Compania a fost redenumită Ocean Software, ceea ce a dus la relansarea unora dintre jocurile sale cu titluri diferite, astfel încât clona lui Berzerk, Frenzy, a fost reeditată, deoarece Robotics și Missile Attack au devenit Armageddon.
În septembrie 1984, succesul companiei Ocean a permis lui Woods și Ward să investească 50.000 de lire sterline într-o nouă casă de producție de software în schimbul unui pachet de 50% din acțiunile companiei. U.S. Gold⁠(d) a fost creat de Geoff Brown, proprietarul distribuției de software Centresoft și specializat în importul de jocuri americane Commodore 64 pentru piața din Marea Britanie. US Gold nu a avut dezvoltatori care să porteze jocurile Commodore pentru cel mai popular computer de acasă din Marea Britanie, ZX Spectrum, așa că Ocean a produs conversiile unor titluri precum Beach Head, Raid over Moscow și Tapper⁠(d) prin intermediul echipei sale externe de dezvoltare, Platinum Productions.:37
În octombrie 1984, Ocean a cumpărat numele și brandingul Imagine Software⁠(d) de la lichidatorii casei de software eșuate. Deși inițial s-a intenționat să fie o marcă exclusiv pentru conversiile arcade, sigla Imagine ar fost folosită și la o serie de titluri originale, precum și la versiunile din Marea Britanie ale jocurilor licențiate de la dezvoltatorii spanioli Dinamic Software.
În 1985, Ocean și U.S. Gold au colaborat din nou pentru a lansa o nouă marcă comercială, The Hit Squad, pentru lansarea pachetelor de compilații.:69
Peste jumătate din jocurile Ocean pentru computerele de acasă pe 8 biți au fost jocuri cu licență. Deși s-a concentrat inițial pe licențele britanice, atenția sa s-a îndreptat curând către licențele de film, primul fiind The NeverEnding Story, în 1985.:16
În 1986, a fost semnat un acord cu Taito și Data East⁠(d) pentru versiunile de acasă ale jocurilor lor arcade, cum ar fi Arkanoid⁠(d), Renegade⁠(d), The NewZealand Story și Operation Wolf. Operation Wolf a fost primul titlu care a fost convertit în platforme pe 16 biți de către Ocean France, o companie creată de Ocean și Marc Djan în 1986. Studioul a produs majoritatea conversiilor sale arcade pe 16 biți până în 1991, când compania a devenit departamentul de marketing și vânzări al Ocean France.
În 1986 s-au produs, de asemenea, titluri bazate pe filmele Rambo, Short Circuit⁠(d) și Cobra, precum și primul joc Batman cu licență. Cu toate acestea, jocul său din 1988 RoboCop, adaptat după jocul arcade al Data East bazat pe filmul RoboCop, va deveni cea mai de succes licență de film din istorie până la sfârșitul deceniului.
Succesul jocului RoboCop a făcut ca Ocean să devină renumită la nivel global  :52și Warner Brothers ar fi sugerat lui Ocean să producă un joc bazat pe viitorul său film Batman.:58Jocul rezultat a fost un alt succes extraordinar pentru companie și este acum considerat unul dintre cele mai bune jocuri bazate pe un video/film. Jocul a fost folosit ca bază pentru produsul Commodore Amiga 500 „Batman Pack”,:58care a devenit unul dintre cele mai de succes pachete hardware/software din toate timpurile.
Ocean a fost votată cea mai bună casă de software pe 8 biți a anului la Golden Joystick Awards⁠(d) din 1989,  împreună cu premii pentru conversiile sale pe 8 și 16 biți ale jocului Operation Wolf.

### Fuziune cu Infogrames (1996)
În 1996, compania-mamă Ocean International Ltd. a anunțat că va fi achiziționată și va fuziona cu editura franceză Infogrames⁠(d) pentru 100 de milioane de lire sterline. Achiziția a fost prima etapă din politica Infogrames de „extindere prin achiziție”. După fuziune, Ocean a rămas ca o divizie separată a Infogrames, continuând să publice și să distribuie propriile jocuri, cum ar fi F-22: Air Dominance Fighter⁠(d) , iar filiala din Marea Britanie a început să distribuie titluri Infogrames, precum V-Rally.
În 1997, divizia franceză Infogrames Télématique a lansat un site web de jocuri online orientat spre Europa, sub marca Ocean, numit Oceanline . Site-ul web a oferit versiuni online simplificate ale majorității catalogului de jocuri Infogrames.
La 8 februarie 1998, Bruno Bonnell⁠(d) a anunțat că Ocean Software Limited va fi redenumită Infogrames United Kingdom Limited pentru a standardiza diferitele sale subsidiare sub bannerul Infogrames⁠(d).   Ocean of America, Inc. a fost redenumit mai târziu Infogrames Entertainment, Inc.   Infogrames a continuat să folosească Ocean ca nume de marcă pentru anumite titluri până la sfârșitul anului, când compania a retras în liniște brandul în favoarea propriului său brand. Ultimul titlu publicat sub marca Ocean a fost lansarea în America de Nord a GT 64: Championship Edition pentru Nintendo 64.

### Urmări
Infogrames Entertainment, Inc. a început să publice jocuri sub propria siglă, înlocuind I-Motion Inc, filiala anterioară a Infogrames din Statele Unite. Infogrames Entertainment, Inc. a fost transformată în curând în Infogrames North America, Inc. — o redenumire a Accolade — care a devenit apoi divizia Infogrames din Statele Unite, înainte de a fi fuzionată și integrată în Infogrames, Inc., o redenumire a GT Interactive.
Filiala din Marea Britanie a continuat să publice și să distribuie titlurile Infogrames în țară, ulterior fiind redenumită Atari United Kingdom Limited în 2003. În 2009, Bandai Namco Entertainment⁠(d) a achiziționat activele europene ale Atari SA⁠(d), iar rămășițele Ocean Software se află în prezent în mâinile diviziei de publicare și distribuție a Bandai Namco Entertainment din Marea Britanie.

## Încărcarea jocurilor cu casete
Începând cu Daley Thompson's Decathlon în 1984, jocurile de pe ZX Spectrum au folosit în general sistemul de protecție Speedlock, care a inclus în cele din urmă un cronometru care arăta timpul rămas pentru încărcarea unui joc.

## Jocuri

### Jocuri licențiate
Ocean a fost renumit pentru că cumpăra adesea drepturile de autor de a produce jocuri video de la diferite francize arcade, de film sau de televiziune. Multe jocuri cu licență combinau mai multe stiluri, cum ar fi jocuri de acțiune pe platformă și de curse de mașini. Printre acestea se numără RoboCop (1988), Batman The Movie (1989) și RoboCop 3 (1991), care prezenta grafică 3D  pe 16 biți. Jocul de aventură Hook (1992) a primit, de asemenea, recenzii pozitive. Jocul Batman din 1986 a avut un rating de 93% în revista Crash. Printre jocurile licențiate de Ocean se numără:
- The Addams Family⁠(d)
- The Addams Family: Pugsley's Scavenger Hunt⁠(d)
- Addams Family Values⁠(d)
- Batman⁠(d)
- Batman: The Caped Crusader⁠(d)
- Batman: The Movie⁠(d)
- Cobra⁠(d)
- Cool World⁠(d)
- Darkman⁠(d)
- Dennis The Menace⁠(d)
- Eek the Cat⁠(d)
- The Flintstones⁠(d)
- Frankie Goes to Hollywood⁠(d)
- Highlander⁠(d)
- Hook⁠(d)
- Hudson Hawk⁠(d)
- Jurassic Park⁠(d)
- Knight Rider⁠(d)
- Lethal Weapon⁠(d)
- Manchester United Championship Soccer⁠(d)
- Miami Vice⁠(d)
- Navy Seals⁠(d)
- Platoon⁠(d)
- Rambo⁠(d)
- Rambo 3⁠(d)
- Red Heat⁠(d)
- RoboCop⁠(d)
- RoboCop 2⁠(d)
- RoboCop 3⁠(d)
- The Shadow⁠(d)
- Short Circuit⁠(d)
- Street Hawk⁠(d)
- Terminator 2: Judgment Day⁠(d)
- Top Gun⁠(d)
- Total Recall⁠(d)
- The Transformers⁠(d)
- The Untouchables⁠(d)
- V: The Computer Game⁠(d)
- Waterworld⁠(d)
- WWF European Rampage Tour⁠(d)
- WWF WrestleMania⁠(d)

### Conversii arcade
Ocean a achiziționat, de asemenea, mai multe licențe pentru a dezvolta și a publica conversii de jocuri arcade pentru computerele de acasă. Anul de lângă fiecare joc corespunde anului primei lansări a unei conversii pe computer.
- Arkanoid⁠(d) (1987, Imagine)
- Arkanoid: Revenge of Doh⁠(d) (1988, Imagine)
- Athena⁠(d) (1987, Imagine)
- Cabal⁠(d) (1989)
- Chase H.Q.⁠(d) (1988)
- Chase HQ II⁠(d) (1989)
- Combat School⁠(d) (1987)
- Donkey Kong (1986)
- DragonNinja⁠(d) (1989, Imagine)
- Green Beret⁠(d) (1986, Imagine)
- Galivan⁠(d) (1986, Imagine)
- Gryzor (Contra)⁠(d) (1987)
- Guerrilla War⁠(d) (1988, Imagine)
- Hunchback⁠(d) (1984)
- Hyper Sports⁠(d) (1985, Imagine)
- Konami's Golf (1986, Imagine)
- Konami's Tennis (1986, Imagine)
- The Legend of Kage⁠(d) (1987, Imagine)
- MagMax⁠(d) (1987, Imagine)
- Midnight Resistance⁠(d) (1990)
- Mikie⁠(d) (1985, Imagine)
- The NewZealand Story⁠(d) (1989)
- Operation Thunderbolt⁠(d) (1990)
- Operation Wolf⁠(d) (1989)
- Pang⁠(d) (1990)
- Ping Pong⁠(d) (1986, Imagine)
- Psycho Soldier⁠(d) (1987, Imagine)
- Rainbow Islands⁠(d) (1990)
- Rastan⁠(d) (1988, Imagine)
- Renegade⁠(d) (1986, Imagine)
- Salamander⁠(d) (1988)
- Shadow Warriors⁠(d) (1990)
- Slap Fight⁠(d) (1987, Imagine)
- Space Gun⁠(d) (1992)
- Terra Cresta⁠(d) (1986, Imagine)
- Toki⁠(d) (1991)

### Alte titluri
Cu toate că Ocean a fost cunoscută pentru jocurile sale licențiate, compania a avut multe alte lansări.
- 90 Minutes European Prime Goal (SNES PAL) (1995)
- Animal (1996)
- Armageddon (1983)
- Battle Command⁠(d) (1990)
- Beach Volley⁠(d) (1989)
- Burnin' Rubber (1990)
- Cavelon (1984)
- Central Intelligence (1994) (inclus în Ocean Classics pe Steam)
- Cheesy⁠(d) (1996)
- Choplifter III⁠(d) (1994)
- ClayFighter⁠(d) (SNES PAL) (1994)
- Claymates⁠(d) (SNES PAL) (1993)
- Daley Thompson's Decathlon⁠(d) (1984)
- Daley Thompson's Olympic Challenge (1988)
- Daley Thompson's Star Events (1985)
- Daley Thompson's Supertest (1985)[13]
- Digger Dan (1983)
- Doom⁠(d) (SNES PAL) (1996)
- Eco⁠(d) (1987)
- EF2000⁠(d) (1997)
- Elf⁠(d) (1991)
- Epic⁠(d) (1992)
- F29 Retaliator⁠(d) (1990)
- FIFA International Soccer (SNES PAL) (1994)
- Fighters Destiny⁠(d) (Nintendo 64) (1998)
- Fighters Destiny 2⁠(d) (Nintendo 64) (1999)
- The Great Escape⁠(d) (1986)
- GT Racing 97 (1997)
- Head over Heels⁠(d) (1987)
- Helikopter Jagd (1986)
- Hunchback II (1985)[14]
- Island of Death (1983)
- Inferno⁠(d) (1994)
- Ivanhoe (1990)
- Jelly Boy⁠(d) (1995)
- Jersey Devil⁠(d) (1997)
- Kid Chaos⁠(d), cunoscut și ca Kid Vicious (1994)
- Kong (1983)
- Kong Strikes Back!⁠(d) (1984)
- Last Rites (1997)
- Lost Patrol⁠(d) (1990)
- Madden NFL '95⁠(d) (SNES PAL) (1994)
- Match Day⁠(d) (1985)
- Match Day II⁠(d) (1987)
- Micro Machines⁠(d) (SNES & Game Boy) (1994)
- Micro Machines 2: Turbo Tournament⁠(d) (SNES & Game Boy) (1996)
- Mr. Nutz⁠(d) (1993)
- Mr. Nutz: Hoppin' Mad⁠(d) (1994)
- Mr. Wimpy⁠(d) (1984)
- MRC: Multi-Racing Championship⁠(d) (Nintendo 64) (1997)
- NBA Live 95⁠(d) (SNES PAL) (1994)
- Nightmare Rally (1986)
- Parallax⁠(d) (1986)
- Parasol Stars⁠(d) (1992)[15]
- Pushover⁠(d) (1992)
- Renegade III: The Final Chapter⁠(d) (1989, Imagine)
- Sleepwalker⁠(d) (1993)
- Soccer Kid⁠(d) (1994)
- Super James Pond⁠(d) (SNES & Game Boy PAL) (1993)
- Super Soccer (ZX Spectrum) (1986, Imagine)
- Super Turrican 2⁠(d) (1995)
- Target: Renegade⁠(d) (1988, Imagine)
- TFX⁠(d) (1993)
- Transversion[16]
- True Pinball⁠(d) (1996)
- Tunnel B1⁠(d) (1996) (Published by Acclaim Entertainment⁠(d) in North America)
- Weaponlord⁠(d) (SNES PAL) (1995)
- Where Time Stood Still⁠(d) (1987)
- Wizball⁠(d) (1987)
- Wizkid⁠(d) (1992)
- Worms⁠(d) (1995)
- X2⁠(d) (1996)
- Zero Divide⁠(d) (1996)

### Titluri în epoca Infogrames
Ultimele titluri ale companiei Ocean, înainte de a fi redenumită, au fost publicate și distribuite sub umbrela Infogrames și constau în mare parte din jocuri ale firmei Infogrames însăși.
| Joc                            | Dezvoltator              | Platformă                      | Lansare                                                                                | Note |
| ------------------------------ | ------------------------ | ------------------------------ | -------------------------------------------------------------------------------------- | --- |
| I-War/Independence War⁠(d)      | Particle Systems         | Microsoft Windows              | Noiembrie 1997 (PAL) 18 august 1998 (SUA)                                              | Lansare PAL publicată de Infogrames Multimedia. Lansare nord-americană publicată de Infogrames Entertainment.                                  |
| F-22: Air Dominance Fighter⁠(d) | Digital Image Design⁠(d)  | Microsoft Windows              | 1 decembrie 1997 (PAL)                                                                 | Lansare nord-americană publicată de Infogrames Entertainment.                                                                                  |
| Fighters Destiny⁠(d)            | Opus Corp.               | Nintendo 64                    | 26 ianuarie 1998 (SUA) 1 martie 1998 (PAL)                                             | Lansarea PAL publicată ca Infogrames Marea Britanie (Infogrames United Kingdom).                                                               |
| GT 64: Championship Edition⁠(d) | Imagineer⁠(d)             | Nintendo 64                    | 14 aprilie 1998 (PAL) 31 august 1998 (SUA)                                             | Lansarea PAL publicată ca Infogrames Marea Britanie (Infogrames United Kingdom). Lansare nord-americană publicată de Infogrames Entertainment. |
| Lucky Luke                     | Infogrames Multimedia    | PlayStation                    | 3 mai 1998 (PAL) Noiembrie 1998 (SUA)                                                  | Lansare PAL publicată de Infogrames Multimedia. Lansare nord-americană publicată de Infogrames Entertainment.                                  |
| Hexplore⁠(d)                    | Heliovisions Productions | Microsoft Windows              | 1998 (PAL) Septembrie 1998 (SUA)                                                       | Lansare PAL publicată de Infogrames Multimedia. Lansare nord-americană publicată de I•Motion și distribuită de Infogrames Entertainment.       |
| Wetrix⁠(d)                      | Zed Two                  | Nintendo 64, Microsoft Windows | Nintendo 64 12 iunie 1998 (SUA) 16 iunie 1998 (PAL) Microsoft Windows 1998 (US și PAL) | Lansarea PAL publicată ca Infogrames Marea Britanie (Infogrames United Kingdom). Lansare nord-americană publicată de Infogrames Entertainment. |
| V-Rally: Championship Edition  | Velez & Dubail⁠(d)        | Game Boy                       | Iulie 1998                                                                             | Numai regiunile PAL. Publicat de Infogrames Multimedia.                                                                                        |
| Viper                          | X-ample Developments     | PlayStation                    | 15 iulie 1998                                                                          | Numai regiunile PAL. Publicat ca Infogrames United Kingdom Limited.                                                                            |
| Mission: Impossible⁠(d)         | Infogrames⁠(d)            | Nintendo 64                    | 16 iulie 1998 (SUA) September 25, 1998 (PAL)                                           | Lansare nord-americană publicată de Infogrames Entertainment. Lansarea PAL publicată ca Infogrames Marea Britanie (Infogrames United Kingdom). |
| Snow Racer 98                  | Power & Magic            | PlayStation                    | 23 iulie 1998                                                                          | Doar Europa, publicat de Infogrames Multimedia.                                                                                                |
| Heart of Darkness              | Amazing Studios          | PlayStation                    | 31 iulie 1998                                                                          | Lansare europeană, publicată ca Infogrames Multimedia. Lansare nord-americană publicată de Interplay Productions.                              |
| F-22 Total Air War⁠(d)          | Digital Image Design⁠(d)  | Microsoft Windows              | sfârșitul lui 1998                                                                     | Numai regiunile PAL. Publicat ca Infogrames United Kingdom Limited.                                                                            |